# Pöytyä
Pöytyä (Pöytis en suédois) est une municipalité du sud-ouest de la Finlande, dans la province de Finlande occidentale et la région de Finlande du Sud-Ouest.

## Géographie
La commune est assez étendue à l'échelle d'une région où les municipalités sont en moyenne les plus petites du pays.
La vallée de la rivière Aura est largement agricole, les terres cultivées sont globalement aussi nombreuses que les forêts ce qui est très inhabituel en Finlande.
La commune compte deux agglomérations principales, Pöytyä et Karinainen. Les deux villages se situent à un peu moins de 40 km de la capitale provinciale Turku. La nationale 9 (E63) et la voie ferrée Turku-Toijala traversent également Pöytyä.

## Histoire
Les premières traces d'habitation datent de l'âge de la pierre. La paroisse est fondée en 1366, puis la commune en 1869.

Carte des fusions municipales de Pöytyä. Yläne et Oripää sont séparés en communes indépendantes en 1869. En 1917, la zone de la gare d'Aura fusionne avec la chapelle de Prunkkala pour former la municipalité d'Aura. Karinainen, qui a été séparée de Marttila en 1872, rejoint Pöytyä en 2005, et Yläne rejoint Pöytyä en 2009.

Pöytyä est restée jusqu'à récemment une commune totalement tournée vers l'agriculture. La fusion avec Karinainen, effective au 1er janvier 2005, a modifié la structure de l'économie. Karinainen était en effet une commune à vocation plus industrielle en raison de la présence d'une gare, avec notamment scieries et usines de briques.
À noter que Pöytyä était le lieu de résidence d'Elsa Tilkanen, la finlandaise ayant vécu le plus longtemps à ce jour, morte en décembre 2006 à l'âge de 110 ans.
La petite commune de Yläne a fusionné avec Pöytyä le 1er janvier 2009.

## Démographie
Depuis 1980, l'évolution démographique de Pöytyä est la suivante, :
| Année      | 1980  | 1985  | 1990  | 1995  | 2000  | 2005  |
| ---------- | ----- | ----- | ----- | ----- | ----- | ----- |
| population | 8 365 | 8 405 | 8 465 | 8 478 | 8 332 | 8 371 |

| Année      | 2010  | 2015  | 2020  |
| ---------- | ----- | ----- | ----- |
| population | 8 494 | 8 562 | 8 273 |

## Environnements culturels
La Direction des musées de Finlande a classé parmi les sites culturels construits d'intérêt national en Finlande les sites de Pöytyä suivants :
- Environnement de l'Église de Pöytyä[6],
- Manoir de Pihlava[7] et Varkaantie[8],
- Village de Mäenpää[9],
- Gare de Kyrö[10],
- Colline de l'église d'Yläne et presbytère[11],
- Manoir d'Yläne[12].

## Transports
Pöytyä est traversé par la route nationale 9 et par la route principale 41.
La ligne Turku–Toijala traverse aussi Pöytyä, mais les trains ne s'arrêtent plus à la gare de Kyrö ni à la halte de Kumila.
L'aéroport le plus proche est l'aéroport de Turku.

### Distances
| - Helsinki 170 km - Huittinen 50 km | - Loimaa 30 km - Tampere 125 km | - Turku 40 km - Pori 115 km |

## Personnalités
- Johanna Matintalo, skieur de fond

## Galerie

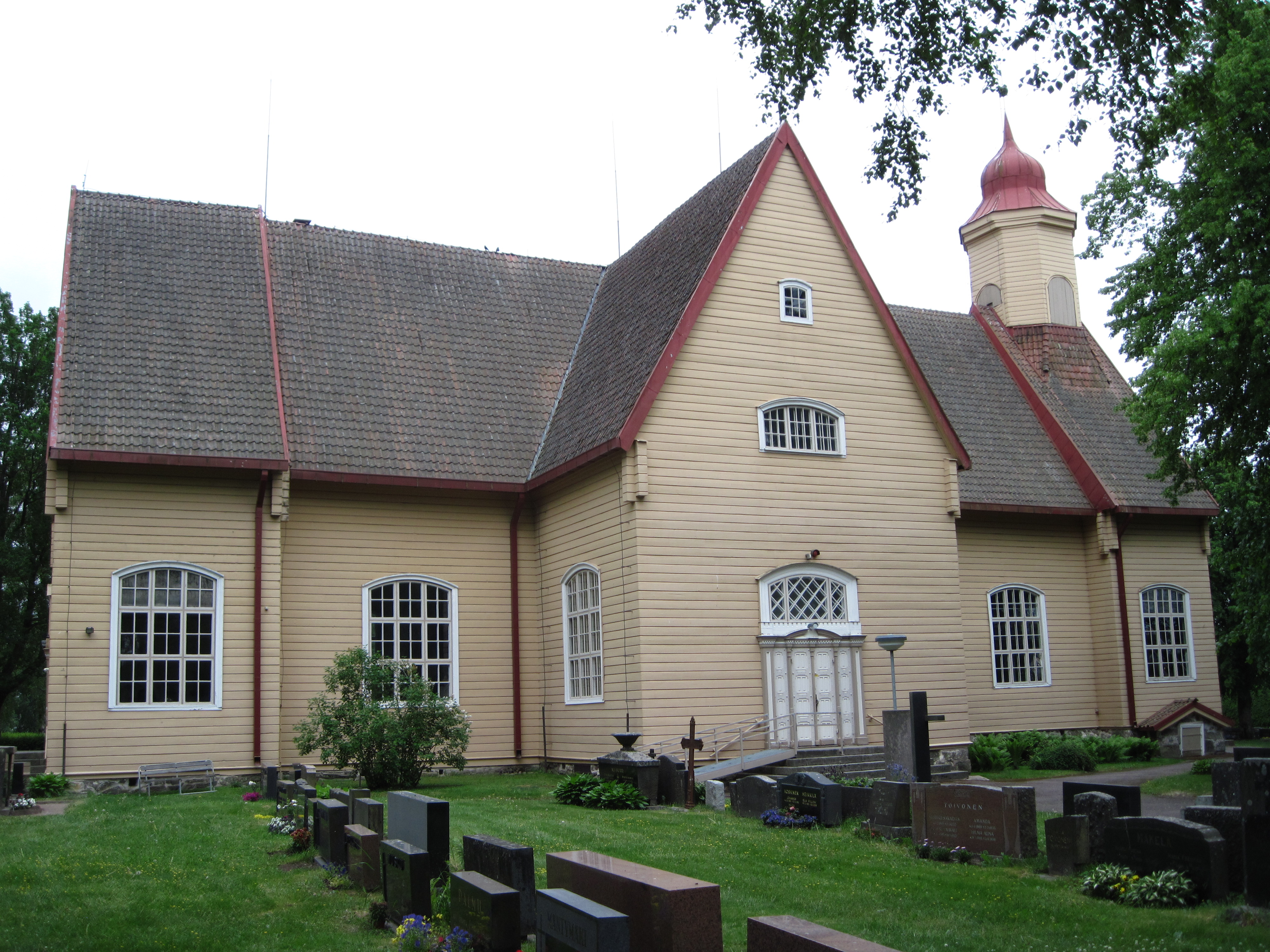
Église de Pöytyä
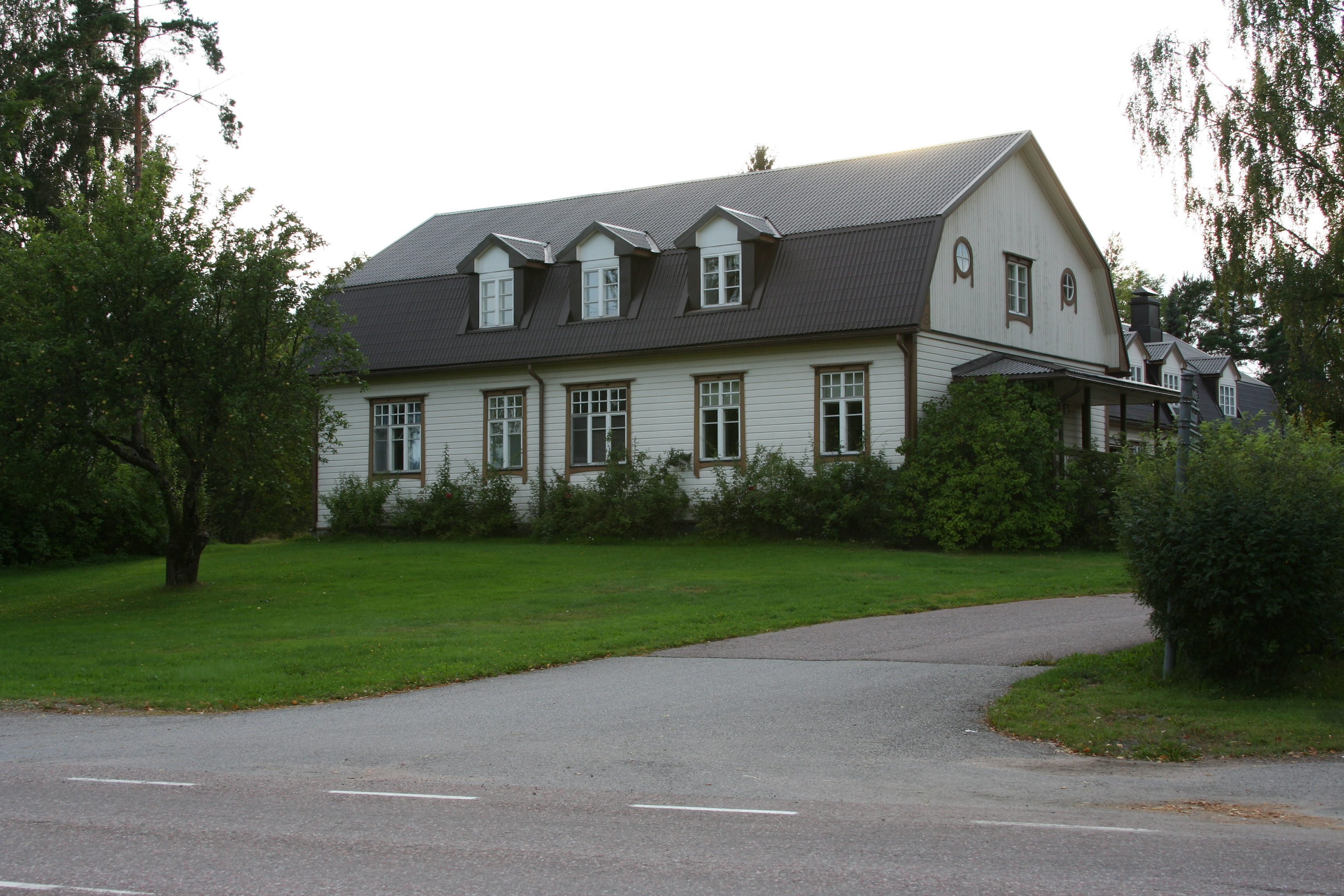
Centre de santé de Riihikoski
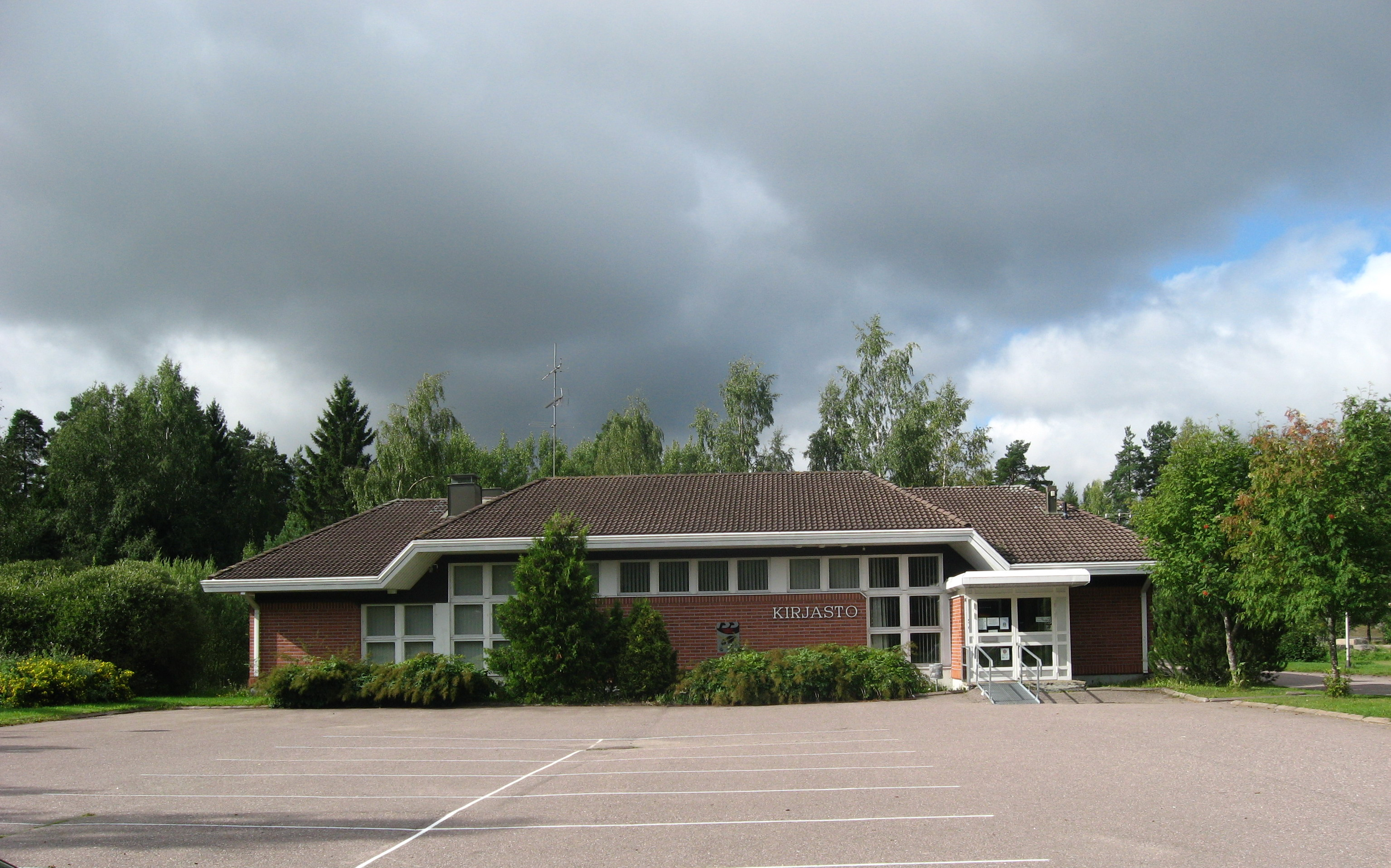
Bibliothèque de Riihikoski.
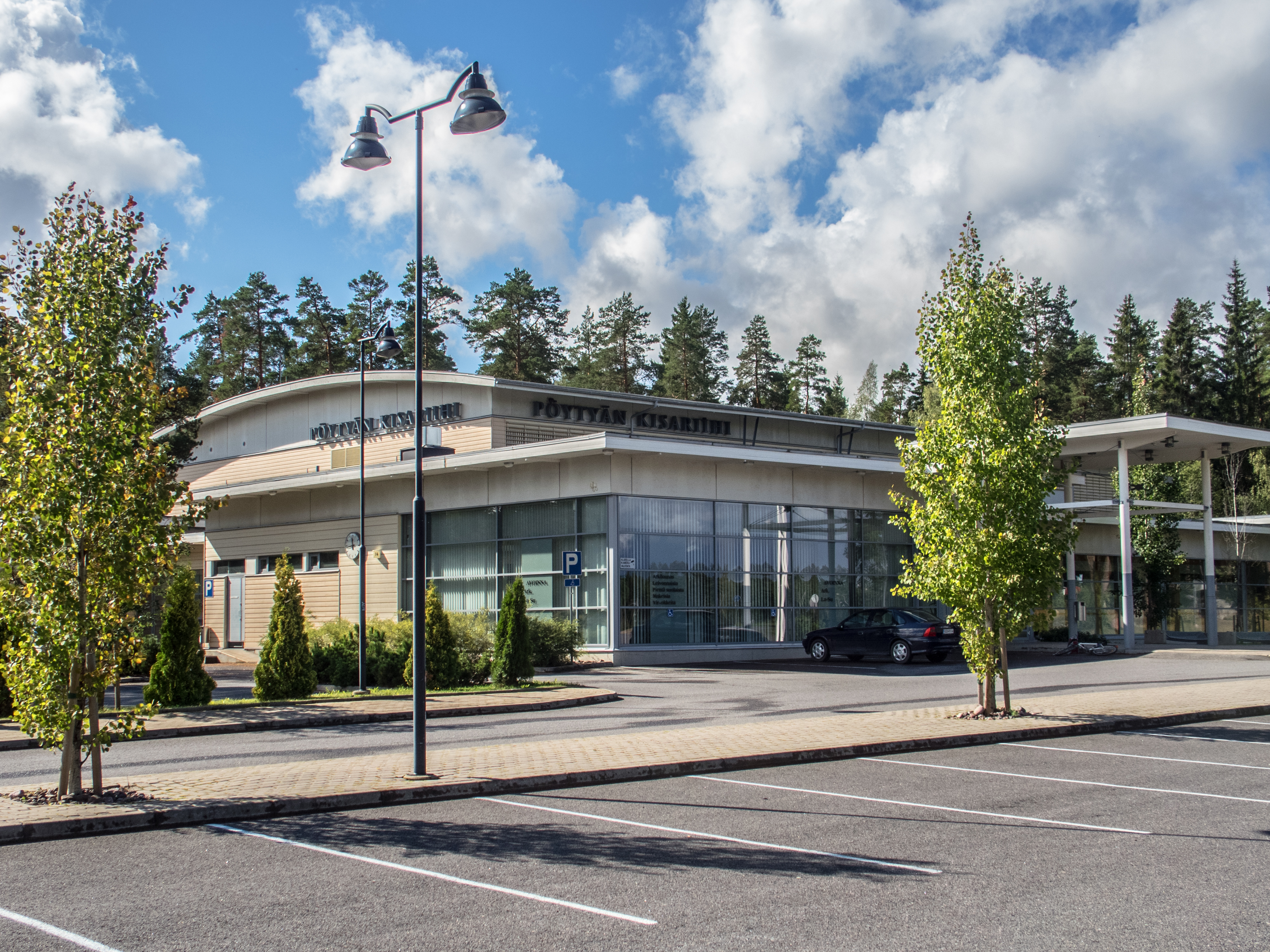
Centre sportif de Riihikoski.
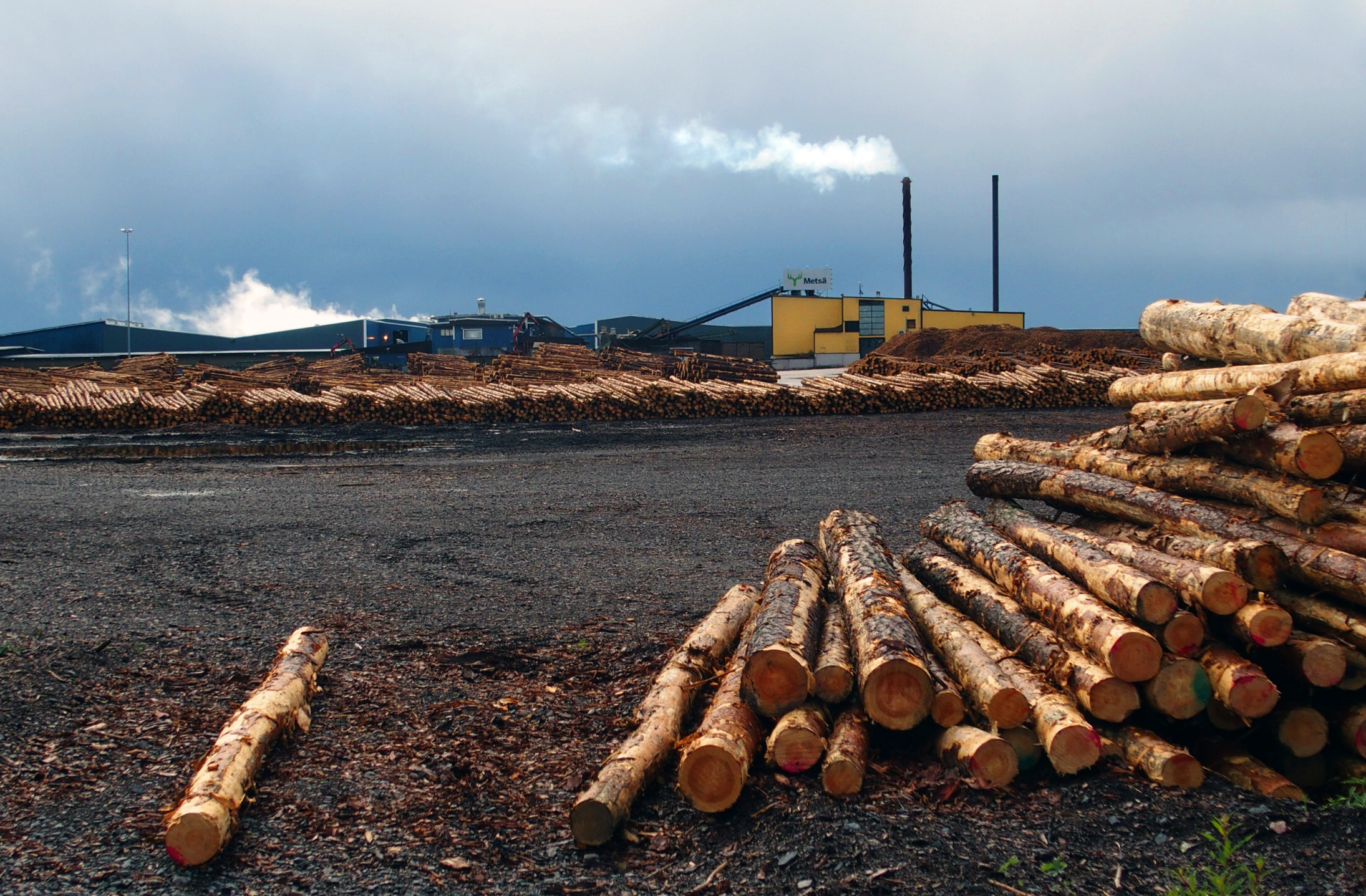
Scierie de Metsä Wood.